# Lia Neal
Lia Neal (Nueva York, 13 de febrero de 1995) es una deportista estadounidense que compite en natación, especialista en el estilo libre.
Participó en dos Juegos Olímpicos de Verano, entre los años 2012 y 2016, obteniendo una medalla de bronce en Londres 2012, en la prueba de 4 × 100 m libre.
Ganó una medalla de bronce en el Campeonato Mundial de Natación de 2015 y dos medallas en el Campeonato Mundial de Natación en Piscina Corta, en los años 2012 y 2018.

## Palmarés internacional
| Juegos Olímpicos                    | Juegos Olímpicos      | Juegos Olímpicos  | Juegos Olímpicos |
| Año                                 | Lugar                 | Medalla           | Prueba           |
| ----------------------------------- | --------------------- | ----------------- | ---------------- |
| 2012                                | Londres (Reino Unido) | Medalla de bronce | 4 × 100 m libre  |
| Campeonato Mundial                  |                       |                   |                  |
| Año                                 | Lugar                 | Medalla           | Prueba           |
| 2015                                | Kazán (Rusia)         | Medalla de bronce | 4 × 100 m libre  |
| Campeonato Mundial en Piscina Corta |                       |                   |                  |
| Año                                 | Lugar                 | Medalla           | Prueba           |
| 2012                                | Estambul (Turquía)    | Medalla de oro    | 4 × 100 m libre  |
| 2018                                | Hangzhou (China)      | Medalla de oro    | 4 × 100 m libre  |